# Суснежица
Суснежица је вид високе падавине уобичајен за зимско доба године. Представља помешаност кише и снега, која настаје у случајевима када је у доњим деловим атмосфере температура нешто виша од 0 °C. Суснежица се састоји од капи и кристала и најчешће представља прелазну фазу ка снежним падавинама.